# Мирошкин, Максим Романович
Максим Романович Мирошкин (род. 22 мая 1994 в Екатеринбурге) — бывший российский фигурист, выступающий в парном катании. В паре с Линой Федоровой, бронзовый призёр чемпионата мира среди юниоров 2013, 2015 годов, чемпион Финала юниорской серии Гран-при, серебряный призёр Зимних юношеских Олимпийских игр, чемпион Первенства России по фигурному катанию.
По состоянию на январь 2017 года пара занимает 38-е место в рейтинге Международного союза конькобежцев (ИСУ).

## Биография
Максима в фигурное катание привела бабушка - отвела внука на местный каток в Екатеринбурге, где мальчик катался до его закрытия. Также Максим недолго занимался хоккеем, прежде чем вернуться в катание. До того как в 2009 году встать в пару с Линой Федоровой, Максим был одиночником.
В сезоне 2011/2012 пара Федорова/Мирошкин дебютировали на юниорском Гран-При в Австрии, став пятыми. В 2012 году они также приняли участие в Зимних юношеских Олимпийских играх, где взяли серебро.
В следующем сезоне пара выиграла этап юниорского Гран-при в Германии и турнир Warsaw Cup, заняла второе место на этапе в Австрии, что позволило им выйти в Финал Гран-При, где они одержали победу. В этом же сезоне году Лина и Максим впервые попали на Чемпионат России, где показали восьмой результат, но выиграли Первенство России. На чемпионате мира среди юниоров ребята неважно откатали короткую программу, показав только седьмой результат, но сумели собраться и заняли первое место в произвольной, в итоге завоевав бронзу.
В 2013/2014 Федорова/Мирошкин приняли участие в этапах юниорского Гран-При, где выиграли чешский этап и стали вторыми. В финале серии пара показала второй результат в короткой программе и третий в произвольной, где и зафиксировалась. На прошедшем Чемпионате России пара улучшила свой прошлогодний результат, став шестыми и четвертыми на Первенстве России. На юниорский чемпионат мира спортсмены были запасными.
Новый после олимпийский сезон пара начала на юниорском этапе Гран-при в Чехии, затем вторыми они были на этапе в Германии. Это дало им право беспрепятственно выйти в юниорский финал Гран-при, который состоялся в Испании. В Барселоне они уверенно выиграли серебро. Национальный чемпионат фигуристы пропустили, а на первенстве среди юниоров финишировали вторыми, что позволило им заявиться на юниорский чемпионат. На юниорском чемпионате мира 2015 года фигуристы превысили свои достижения в короткой программе, однако они вновь оказались бронзовыми медалистами.
Перед началом сборов на сезон 2015/2016 Максим получил травму. Пара выбыла из строя до весны следующего года. К сожалению, пара так и не смогла восстановиться, завершив спортивную карьеру.

## Техника катания

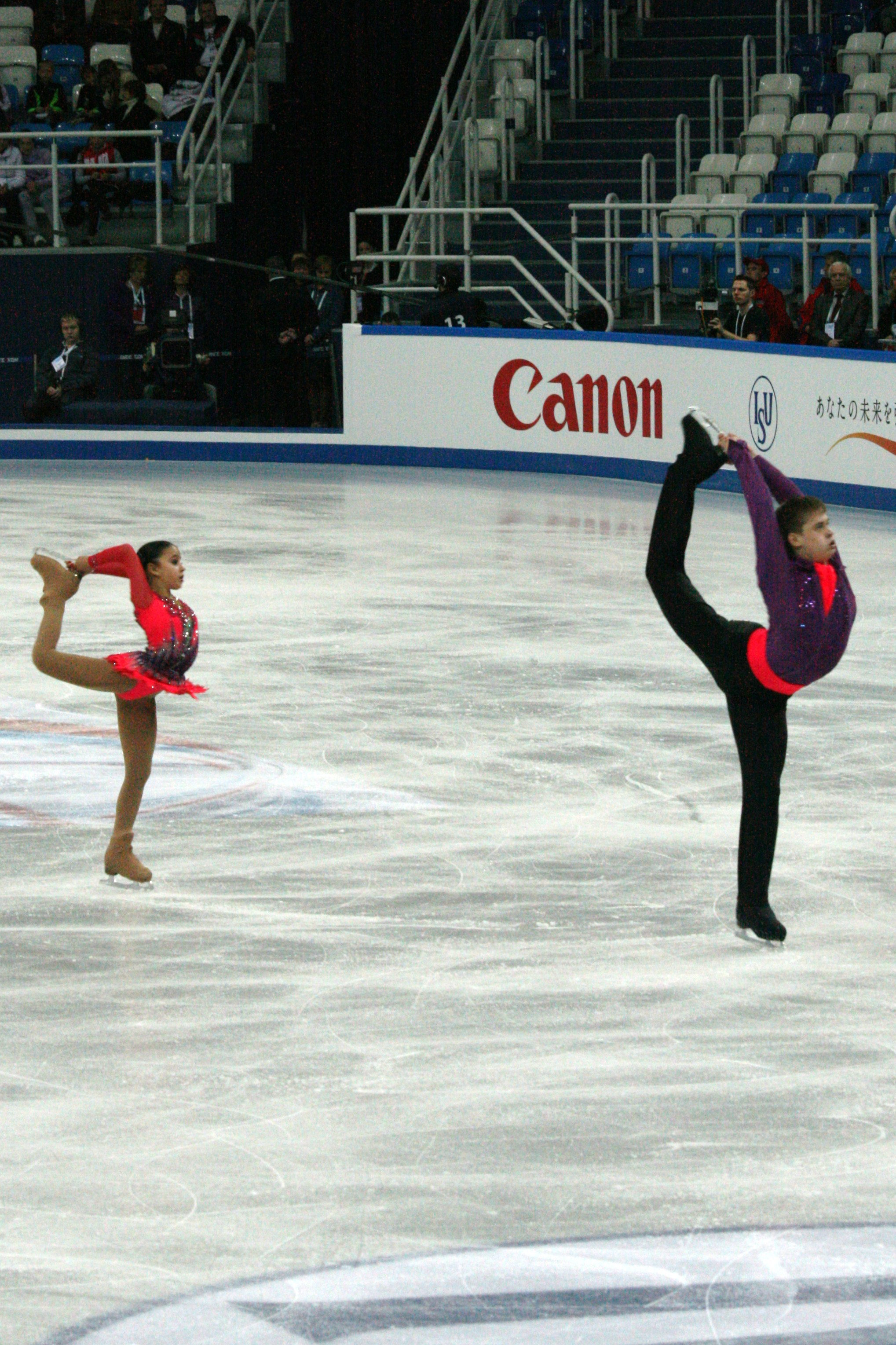
Лина Федорова/ Максим Мирошкин выполняют параллельный бильман

Лина и Максим являются одной из немногих спортивных пар, исполняющих совместное вращение бильман. (SBS)

## Программы
| Сезон     | Короткая программа                   | Произвольная программа              | Показательные выступления |
| 2014-2015 | Feeling Good Michael Bublé           | Korobushko Bond                     |                           |
| --------- | ------------------------------------ | ----------------------------------- | ------------------------- |
| 2013—2014 | Clowns and Kids Suite Альфред Шнитке | Кабаре Лайза Миннелли               |                           |
| 2012—2013 | Singin’ in the Rain                  | The Pajama Game Hernando's Hideaway | Circus medley             |
| 2011—2012 | Singin’ in the Rain                  | Circus medley                       |                           |

## Результаты
(с Л. Федоровой)
| Результаты                                            | Результаты            | Результаты            | Результаты            | Результаты            | Результаты            | Результаты            |
| Международный уровень                                 | Международный уровень | Международный уровень | Международный уровень | Международный уровень | Международный уровень | Международный уровень |
| Event                                                 | 2009-10               | 2010-11               | 2011-12               | 2012-13               | 2013-14               | 2014-15               |
| ----------------------------------------------------- | --------------------- | --------------------- | --------------------- | --------------------- | --------------------- | --------------------- |
| Warsaw Cup                                            | 2 N.                  |                       |                       | 1 J.                  | 2                     | 2                     |
| Международный юниорский уровень                       |                       |                       |                       |                       |                       |                       |
| Чемпионат мира среди юниоров                          |                       |                       |                       | 3                     |                       | 3                     |
| Зимние Юношеские Олимпийские игры                     |                       |                       | 2                     |                       |                       |                       |
| JGP Final                                             |                       |                       |                       | 1                     | 3                     | 2                     |
| JGP Austria                                           |                       |                       | 5                     | 2                     |                       |                       |
| JGP Czech Rep                                         |                       |                       |                       |                       | 1                     | 2                     |
| JGP Germany                                           |                       |                       |                       | 1                     |                       | 2                     |
| JGP Slovakia                                          |                       |                       |                       |                       | 2                     |                       |
| Ice Challenge                                         | 1 N.                  |                       | 1 J.                  |                       |                       | 1                     |
| NRW Trophy                                            | 2 N.                  |                       | 1 J.                  |                       |                       |                       |
| Printemps                                             |                       |                       |                       | 1 J.                  |                       |                       |
| National                                              |                       |                       |                       |                       |                       |                       |
| Чемпионат России                                      |                       |                       |                       | 8                     | 6                     |                       |
| Первенство России среди юниоров                       |                       | 11                    |                       | 1                     | 4                     | 2                     |
| JGP = Junior Grand Prix Уровни: N. = nov; J. = юниоры |                       |                       |                       |                       |                       |                       |